# Amarapura
Amarapura (birmà အမရပူရမြို့, a. ma. ra. pu ra. mrui) que vol dir Ciutat de la Immortalitat o Ciutat dels Déus (immortals), és una ciutat de la divisió de Mandalay a Myanmar, a 11 km al sud de Mandalay.

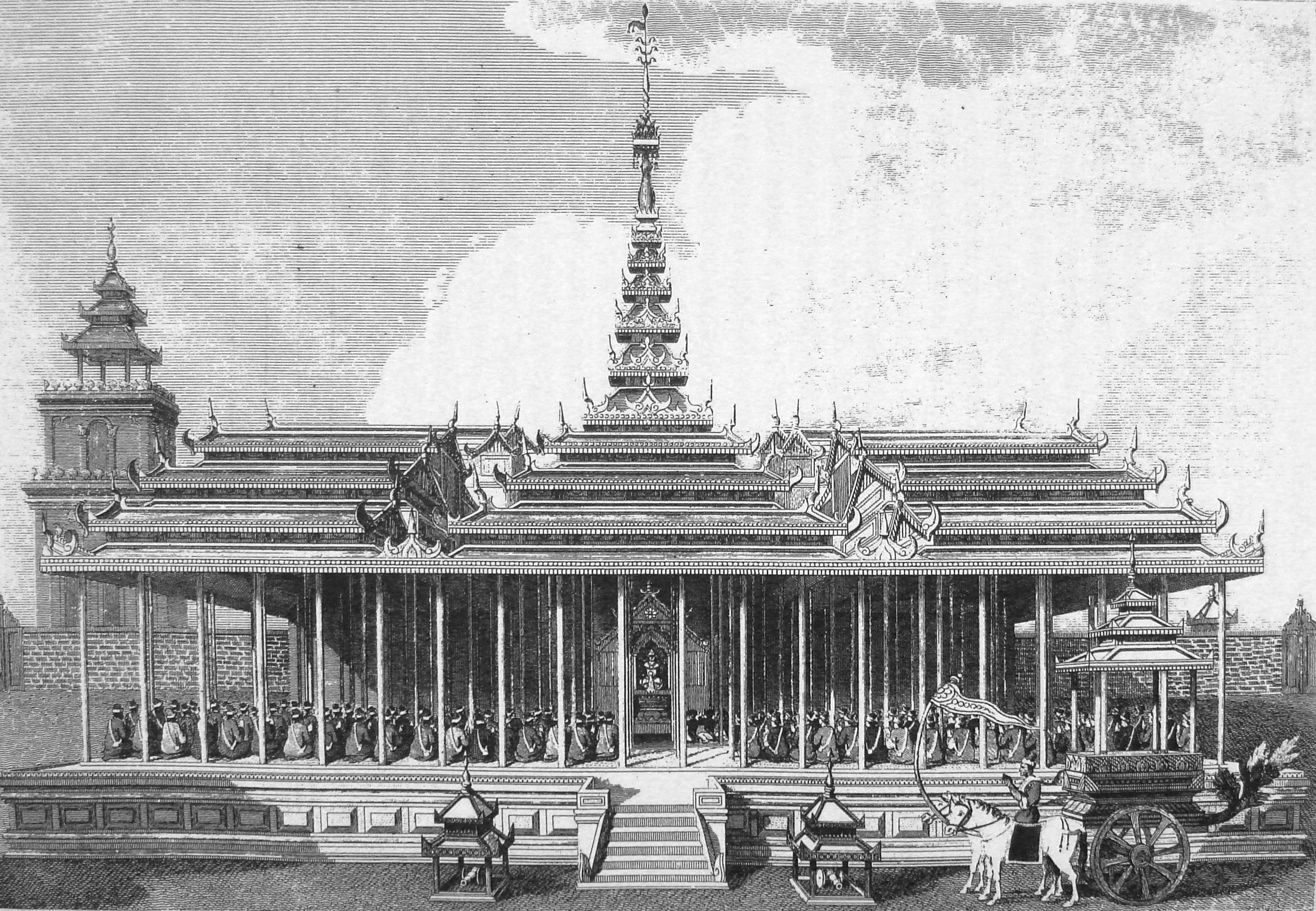
Palau reial el 1795.

La ciutat fou fundada pel rei Bodawpaya (1781-1819) de la dinastia Konbaung el 1783, i la va convertir en la seva nova capital. El 1785 va rebre l'ambaixador de la Companyia Britànica de les Índies Orientals, Michel Symes. Va créixer ràpidament i el 1810 ja tenia 170.000 habitants, però en aquest any fou destruïda per un incendi.
El net de Bodawpaya, el rei Bagyidaw (1819-1837), es va instal·lar altre cop a Ava el 1819 i va traslladar la capital a aquesta ciutat el 1822, i Amarapura va entrar en decadència fins al punt que el 1827 només tenia uns 30000 habitants i el 1835 s'estimaven uns 26.700 a l'interior dels murs (però 90.000 incloent-hi la rodalia). El seu successor Tharrawaddy Min (1837-1846) va retornar la capitalitat a Amarapura vers 1838 però el 1839 fou destruïda en gran part per un terratrèmol, i encara que es va intentar restaurar-la el 1841 es va abandonar el projecte. Va perdre doncs la capitalitat entre 1841 i una data entre 1853 i 1857 quan el rei Mindon Min (1853-1878) va decidir convertir-la altre cop en capital, però el 1860 la va establir a Mandalay, no gaire lluny. Els palaus foren traslladats per elefants, pedra a pedra, al nou emplaçament. Els materials dels murs de la ciutat foren usats en obres diverses com carreteres i edificis ferroviaris. Encara queden algunes restes prop del monestir de Bagaya.
Actualment la ciutat es dedica a la fabricació de seda i cotó, i a articles de bronze. Els turistes que visiten Mandalay hi poden fer excursions.

## Llocs d'interès

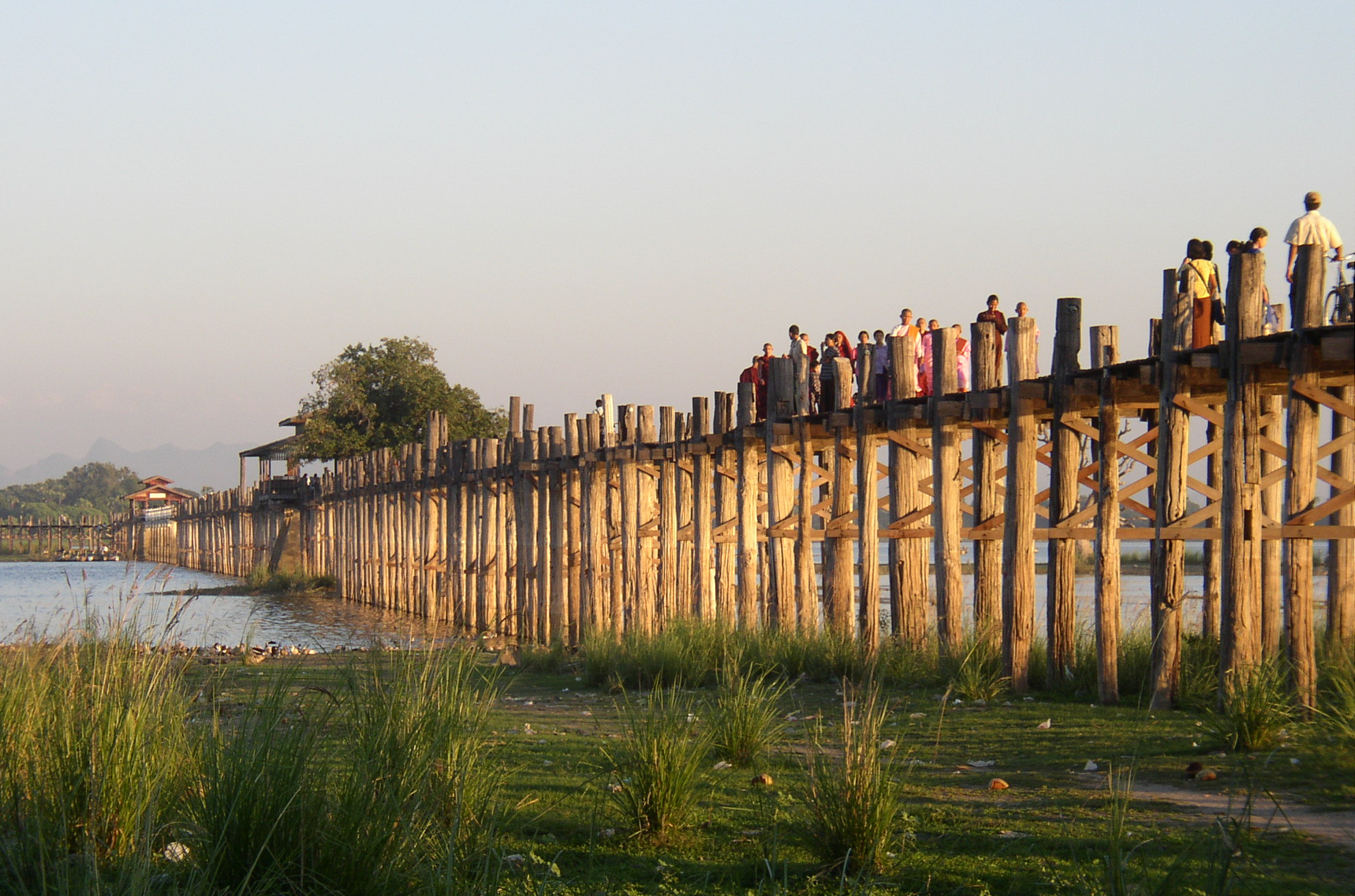
Pont U Bein, detall

- Pahtodawgyi, stupa construïda per Bodawpaya el 1816 fora de les muralles de la ciutat amb gran estàtua de Buda i 250 pilars
- Bagaya Kyaung, un monestir de fusta fundat pel rei Mindon Min
- Pont U Bein, un pont de fusta, el més llarg del món d'aquest material, construït vers 1860 per l'alcalde U Bein amb restes del palau reial.
- Kyautawgyi Paya, stupa construïda pel rei Pagan el 1847 al final del pont U Bein
- Ruïnes del Palau, amb les tombes dels reis Bodawpaya i Bagyidaw
- Maha Gandhayon Kyaung, gran monestir budista modern
- Temple xinès construït el 1838 pel rei Tharrawaddy